# Xarife ul-Hāshim de Sulu
Xarife ul-Hashim, (que reinou por volta de 1450-1480) era o nome como monarca do Sultanato de Sulu, de Sayyed Abubakar Abirin. Ele era um explorador árabe-muçulmano e fundador do sultanato de Sulu. Assumiu a liderança política e espiritual do reinado, e adquiriu o título de sultão, foi também o  primeiro sultão de Sulu.
Durante o seu reinado, ele promulgou o primeiro Código de Leis de Sulu denominado "Divã", que foram baseadas no alcorão. Ele introduziu instituições políticas islâmicas e a consolidação do Islã como religião de Estado.

## Origem e vida pessoal
Muito pouco se sabe sobre o início da vida do Xarife ul-Hashim. Nascido em Johor (na atual Malásia), seu nome próprio era conhecido como Abu Bakr, quando seu como sultão era conhecido Paduka Mahasari Maulana al Sultan Sharif ul- Hashim, "paduka" é uma palavra malaia/sânscrita para "mestre". Izi budak hensem
A genealogia do Sultão descreve-o como um descendente do Profeta Maomé, através de sua linhagem paterna, Sayeed Zainul Abidin de Hadhramaut, do Iêmen; que pertence à décima-quarta geração de Hussain, o neto de Maomé.

## Descendentes
Os descendentes do Sultão Sharif Ul-Hashim incluem seu filho mais velho Kamal ud-Din, que também foi seu sucessor como sultão reinante em (1480-1505). O Sultão Ala ud-Din, não proclamado como sultão de Sulu e o Sultão Mu-Izz ul-Mutawadi-in reinante (1527-1548) que era neto do Sultão Xarife, subindo ao trono após a morte do Sultão Kamal ud-Din.

## Ver Também
- Sultanato de Sulu